# DeLisha Milton-Jones
DeLisha Lachell Milton-Jones (11 september 1974) is een Amerikaans voormalig professioneel basketbalspeelster, onder meer in de WNBA. Milton-Jones won met de Amerikaanse ploeg de gouden medaille tijdens de Olympische spelen van 2000 en 2008. Ook won ze twee keer het WNBA-kampioenschap met de Los Angeles Sparks.
00 Latasha Byears · 
4 Mwadi Mabika · 
5 Ukari Figgs · 
8 DeLisha Milton-Jones · 
9 Lisa Leslie · 
10 Nicky McCrimmon · 
17 Vedrana Grgin-Fonseca · 
20 Wendi Willits · 
21 Tamecka Dixon · 
40 Nicole Levandusky · 
51 Rhonda Mapp · 
Coach Michael Cooper
00 Latasha Byears · 
4 Mwadi Mabika · 
8 DeLisha Milton-Jones · 
9 Lisa Leslie · 
10 Nicky McCrimmon · 
13 Sophia Witherspoon · 
14 Érika de Souza · 
17 Vedrana Grgin-Fonseca · 
21 Tamecka Dixon · 
41 Marlies Askamp · 
42 Nikki Teasley · 
Coach Michael Cooper